# Большой Токио

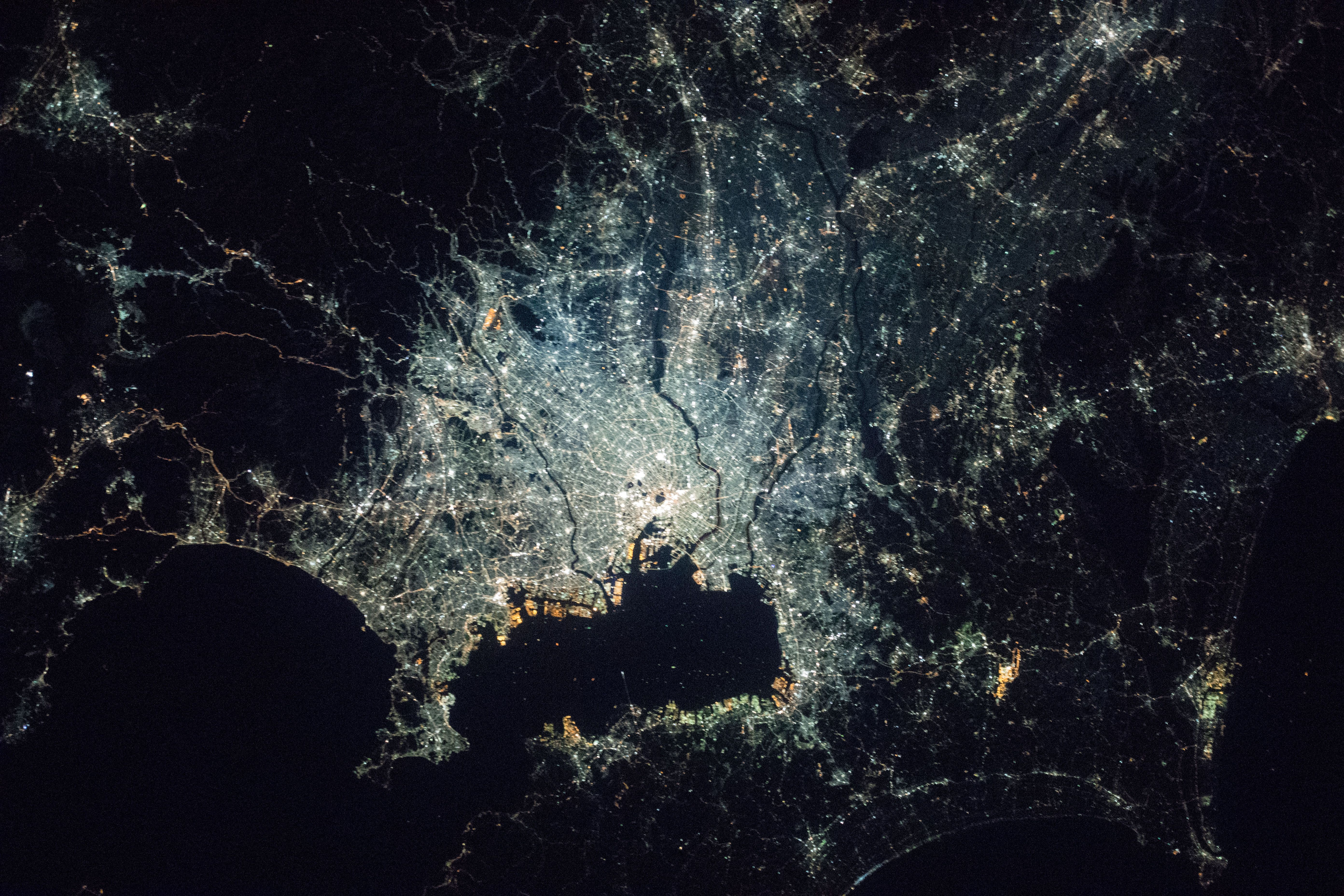
Большой Токио - ночной вид

«Большой Токио» — крупный урбанизированный регион в японском регионе Канто, объединяющий Токийский столичный округ и значительную часть префектур Тиба, Канагава и Сайтама. По-японски его называют «Столичный регион» (яп. 首都圏 сюто-кэн), «один округ и три префектуры» (яп. 一都三県 итто санкэн) и т. п.

## Определение
Существуют различные версии того, что считать «Большим Токио». В зависимости от принятого определения различаются цифры площади, населения и т. п.
| Название региона                                                                           | Подробности | Население                              | Площадь (км²) | Плотность населения на км² | Источник информации        | Год подсчёта численности населения | Карта |
| ------------------------------------------------------------------------------------------ | --- | -------------------------------------- | ------------- | -------------------------- | -------------------------- | ---------------------------------- | ----- |
| Территория бывшего города Токио                                                            | 23 специальных района | 8 949 447                              | 621,9         | 14 390                     | Статистическое бюро Японии | 2010                               |       |
| Столичный округ                                                                            | Столичный округ Токио (Токио-то), исключая острова Идзу и Бонинские острова | 13 047 446                             | 1808          | 7216,5                     | Статистическое бюро Японии | 2010                               |       |
| Район проживания работающих в Большом Токио (яп. 東京大都市雇用圏 То:кё: дайтоси коё: кэн) | Все муниципалитеты, в которых как минимум 10% проживающих ездят на работу в 23 специальных района Данные для этого случая затруднительно обновить без обширных исследований. | 35 303 778                             | 10 403,76     | 3348,2                     | Токийский университет      | 2015                               |       |
| Один округ и три префектуры (яп. 一都三県 Итто санкэн)                                     | Наиболее часто используемое определение Из рассмотрения упускаются отдалённые пригороды, лежащие за границами префектур, особенно в префектурах Ибараки и Гумма, но зато включается такая малонаселённая сельская местность, как уезд Ниситамо, и даже такие отдалённые острова, как Минамитори, расположенный в 1850 км от центра исторического Токио | 35 623 327                             | 13 555,65     | 2627,9                     | Статистическое бюро Японии | 2010                               |       |
| Токийский район региона Канто (яп. 関東大都市圏 Канто: дайтоси кэн)                        | Одно из двух определений, используемых Статистическим бюро Японии Состоит из всех муниципалитетов, в которых как минимум 1,5% жителей в возрасте 15 лет и выше ездят на работу в Города, определённые указами правительства (Иокогама, Кавасаки, Сагамихара, Тиба или Сайтама), либо Специальные районы Токио Данное определение наиболее детализировано, но его данные трудно обновить без обширных повторных исследований Из рассмотрения исключены прилегающие урбанизированные части префектур Гумма, Ибараки и Уцуномия, так как между ними и Токио имеются отдельные небольшие города. | 35 682 460                             |               |                            | Статистическое бюро Японии | 2005                               |       |
| Расширенный столичный округ (яп. 東京大都市圏 То:кё: дайтоси кэн)                          | Состоит из всех муниципалитетов, которые полностью либо большей частью лежат в пределах 50-70 км от Токийского столичного правительственного здания в Синдзюку Пригороды имеют тенденцию разрастаться вдоль основных маршрутов пригородных поездов, и образовывать уплотнённую застройку в районе остановок экспрессов, поэтому данное определение не является сильно аккуратным | 31 505 458 (50 км), 35 097 758 (70 км) | -             | -                          | Статистическое бюро Японии | 2005                               |       |
| Регион Канто                                                                               | Крупный регион, включающий много сельских районов | 42 607 376                             | 32 423,9      | 1314,1                     | Статистическое бюро Японии | 2010                               |       |
| Столичный регион                                                                           | Был определён Актом о планировании столичного региона в 1956 году Включает многие сельские районы Состоит из значительной части территории Канто и Яманаси | 43 470 148                             | 36 889,28     | 1178,4                     | Статистическое бюро Японии | 2010                               |       |

## География
В центре основного урбанизированного региона (примерно в радиусе 10 км от станции Токио) расположены 23 специальных района, ранее составлявших единый город, но ныне управляющиеся как отдельные муниципалитеты. Вокруг 23 районов расположены многочисленные города-спутники, сливающиеся в единую урбанизированную зону, которую пронизывает трасса Кокудо 16, образующая разорванную петлю на расстоянии 40 км от центра Токио. Вдоль петли расположены такие крупные города, как Иокогама (к югу от Токио), Хатиодзи (к западу), Сайтама (к северу) и Тиба (к востоку). Внутри петли, образуемой Кокудо 16, расположен сильно индустриализированный берег Токийского залива. На периферии основных урбанизированных зон растут новые жилые районы. В отличие от остальной Японии, местность здесь является равнинной.
За пределами петли, образуемой Кокудо 16, пейзаж становится сельским.
Через регион протекает много рек, основными из которых являются Аракава и Тама.

## Транспорт

### Воздушный
В пределах Большого Токио расположены два крупных аэропорта: аэропорт Ханэда (обслуживает в основном внутренние рейсы) и аэропорт Нарита (международный). Также имеются аэропорты Тёфу, Хонда, Ибараки (бывшая авиабаза Хякури) и Токийский вертодром.

### Рельсовый
В Большом Токио имеется разветвленная железнодорожная сеть рельсового транспорта, в которой задействованы синкансэн, пригородные поезда, метрополитены, монорельсы, частные железные линии, трамваи т.д. Сеть токийского метрополитена насчитывает 285 станций. Самая используемая станция метрополитена — Синдзюку — пропускает примерно 2 миллиона пассажиров в день, являясь самой «занятой» и второй по размеру станцией в мире после станции Нагоя. Так как в Большом Токио находится самая обширная в мире городская железнодорожная сеть (по состоянию на май 2014 года в Большом Токио расположено 158 линий, 48 операторов, 4714,5 км эксплуатационных железнодорожных путей и 2210 станций) токийское метро составляет лишь небольшую долю скоростных железнодорожных перевозок в Токио - только 285 из 2210 железнодорожных станций. Токийское метро перевозит ежедневно 8,7 миллиона пассажиров (14,6 миллиарда в год), что составляет только 22 % от 40 миллионов пассажиров, ежедневно пользующихся железнодорожной системой Большого Токио (см. Транспорт в Большом Токио).
На территории Большого Токио имеется 0,61 железнодорожная станции на каждые 2,5 км² или по одной железнодорожная станция на каждые 4,1 км² застроенной территории. Пригородные железнодорожные перевозки очень плотные: 6 млн. человек на линию в год, причем самый высокий показатель среди центральных городских районов. В 2001 году около 51 % обитателей Большого Токио использовали рельсовый транспорт в качестве основного вида транспорта.

### Прочий
Сеть скоростных автодорог Сюто связывает между собой национальные скоростные автодороги в столичном регионе. Ходьба и езда на велосипеде встречаются гораздо чаще, чем во многих городах мира. Частные автомобили и мотоциклы играют второстепенную роль в городском транспорте. Частные автомобили в Большом Токио составляют менее 20% ежедневных поездок, поскольку владение личными автомобилями разрешено только тем, у кого есть предварительно купленное парковочное место.
Токио и Иокогама являются крупными морскими портами.